# Philotheos (Zeremonienmeister)
Philotheos (mittelgriechisch Φιλόθεος) war ein byzantinischer Zeremonienmeister, der Ende des 9. Jahrhunderts lebte.
Über sein Leben ist nur sehr wenig bekannt. Philotheos verfasste 899 eine Abhandlung in vier Büchern, die meistens als Kletorologion bezeichnet wird. Das Werk wurde kurz nach seiner Vollendung noch einmal etwas bearbeitet und stellt eine der wichtigsten Quellen für die Hierarchie der Ämter und Titel in der mittelbyzantinischen Zeit dar. Aufgeführt werden etwa Feste, die wichtigsten Würdenträger, der Ablauf von Verleihungszeremonien. Dabei unterschied Philotheos strikt zwischen den verschiedenen Rangbezeichnungen. Darüber hinaus  vermittelt das Werk zahlreiche wichtige Informationen, so bezüglich der Regierungszeit Kaiser Leos VI.
Möglicherweise ist dieser Philotheos mit einem einige Jahre später bezeugten Philotheos identisch, der den Ehrentitel Patrikios trug.